# Лишайница четырёхпятнистая
Лишайница четырёхпятнистая (лат. Lithosia quadra) — вид бабочек из семейства Медведицы.

## Описание

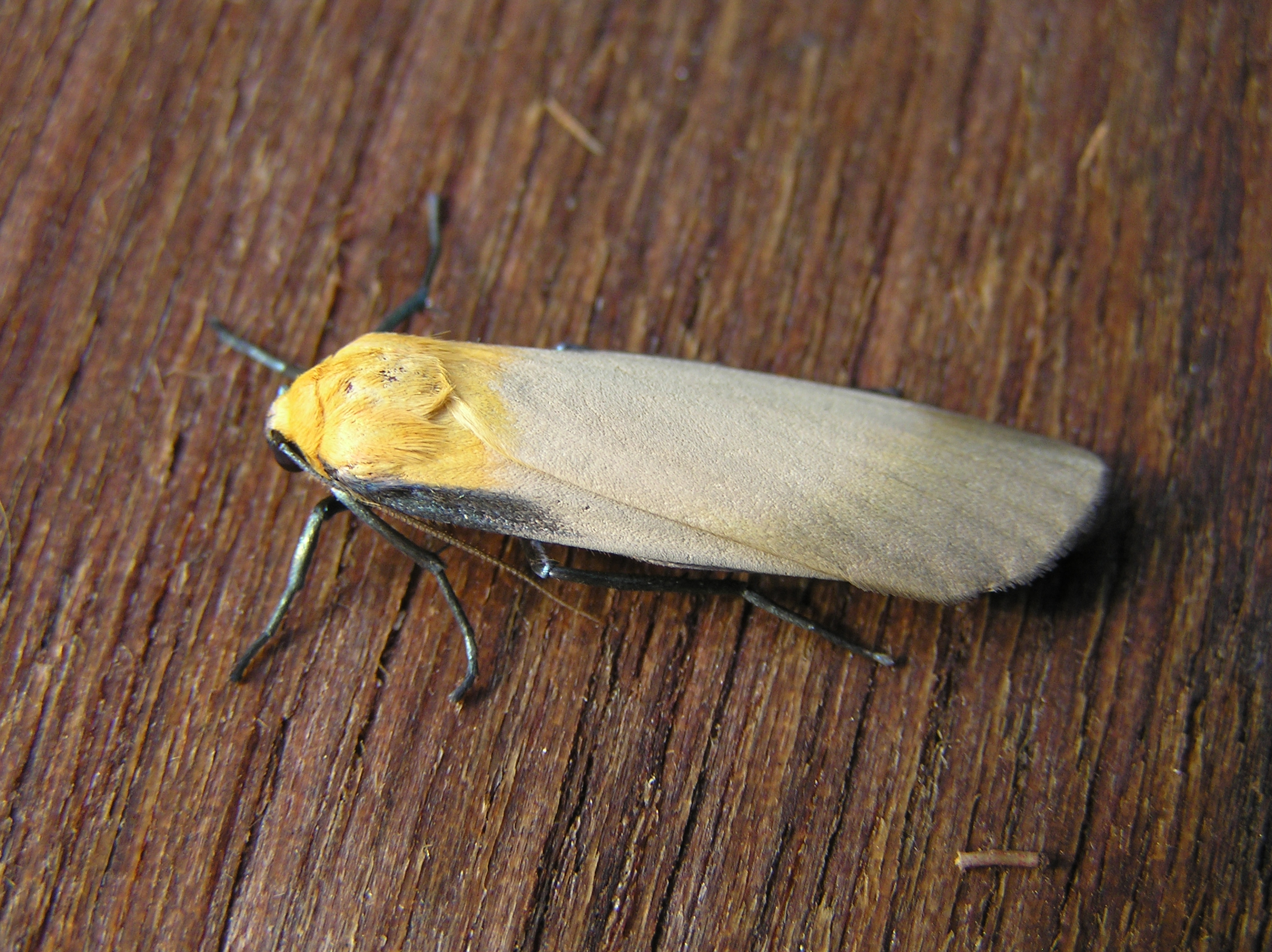
Самец

Длина переднего крыла 19—23 мм. Размах крыльев 35—55 мм. Выражен половой диморфизм. Окраска передних крыльев самца серовато-коричневого цвета с хорошо заметным пятном золотисто-жёлтого цвета у основания. Самка гораздо крупнее самца. окраска её крыльев яркая золотисто-жёлтая. На её передних крыльях располагается по два чёрно-синих пятна. Окраска задних крыльев — светло-жёлтая. Грудь у самцов и самок жёлто-золотистая. Брюшко сероватое, в желтых волосках.

## Ареал
Южная, Восточная и Центральная Европа, Швеция, Прибалтика, средняя и южная полосы европейской части России, Кавказ, Закавказье, восток Забайкалья, Дальний Восток: Приамурье, Приморье, Северо-Восточный Китай, Корея, Япония.

## Биология
Встречается бабочки в смешанных и еловых лесах, иногда по окраинам сфагновых болот, а также в садах и парках. Лёт бабочек отмечается с начала июля и до конца августа.

## Жизненный цикл

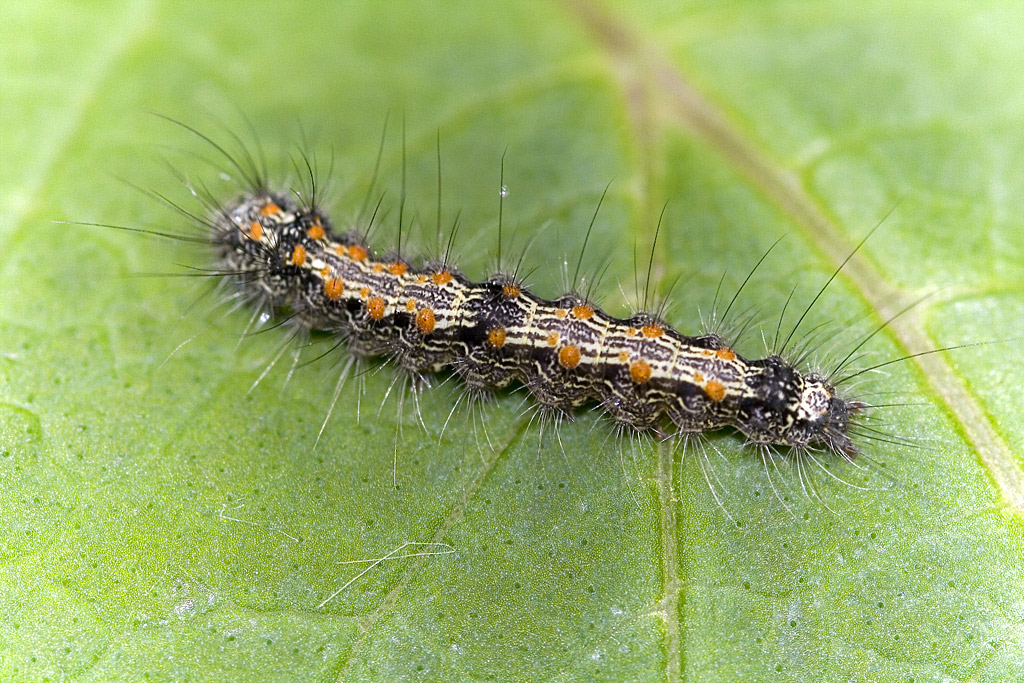
Гусеница

Гусеница серо-бурого цвета или черноватая. Её тело с широкой жёлтой спинной полосой с тонкими продольными линиями, покрыто чёрно-серыми волосками и красными бородавками. Гусеницы развиваются с сентября до июня следующего года, зимуют. Питаются лишайниками, растущими на стволах и ветвях деревьев, наиболее часто — дубов.

## Охрана
Занесена в Красную книгу Московской области (3-я категория. Редкий вид.)